# Puerto Villarroel

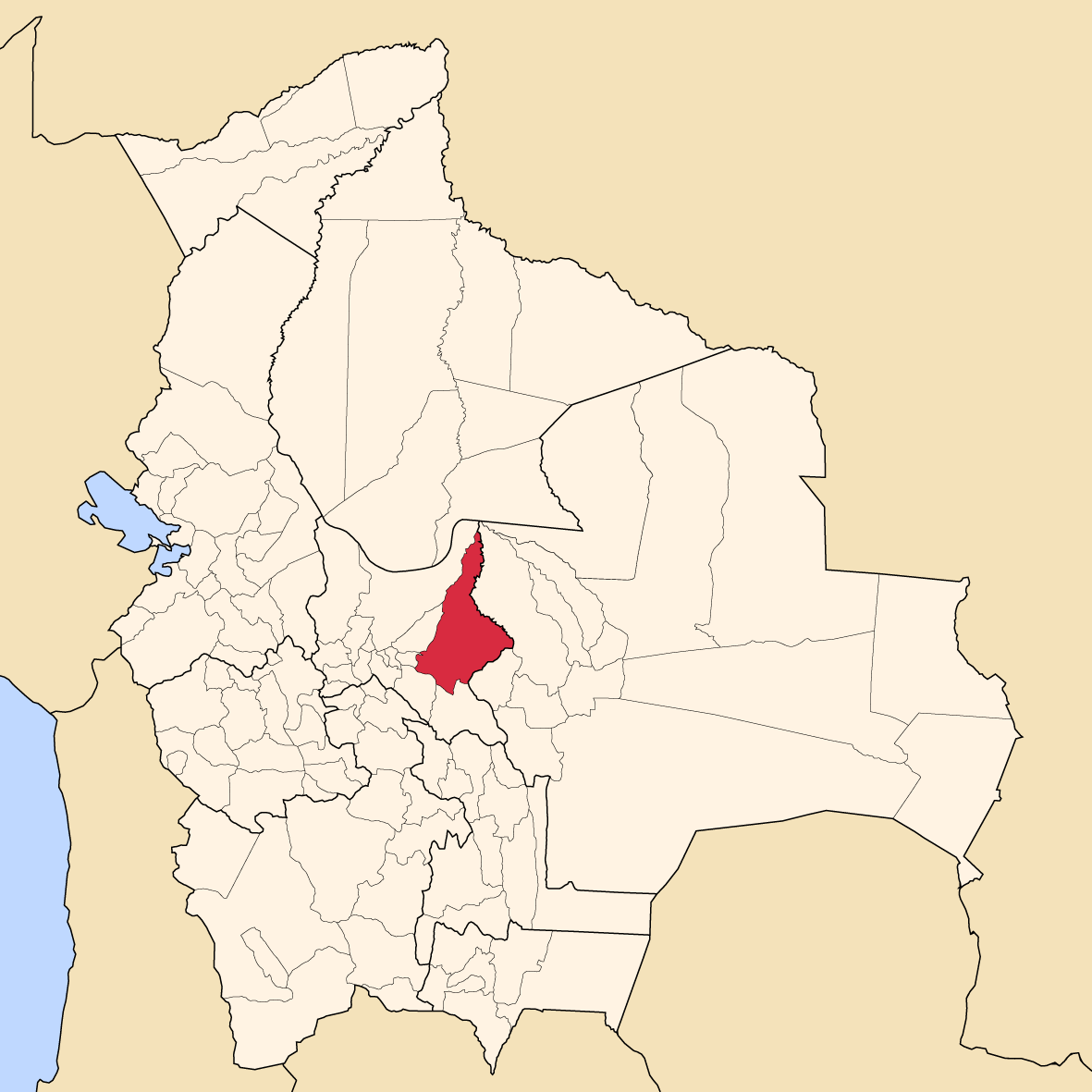
Mapa de Bolívia mostrando a província de Carrasco

Puerto Villarroel é um município localizado na província de Carrasco na Bolívia. O município está localizado às margens do rio Ichilo. Puerto Villarroel foi criado em 1972 como uma pista de pouso de avião para a prisão de presos políticos do governo do então presidente, Victor Paz Estenssoro. Levava este nome devido à pretensão de se criar ali um porto. Hoje é um centro turístico. De acordo com o censo de 2001, posuía uma população de 1 778 pessoas.